# Podnoszenie ciężarów na Letnich Igrzyskach Olimpijskich 2000 – waga średnia kobiet
Rywalizacja w wadze do 63 kg kobiet w podnoszeniu ciężarów na Letnich Igrzyskach Olimpijskich 2000 odbyła się 19 września 2000 roku w hali Sydney Convention and Exhibition Centre. W rywalizacji wystartowało 9 zawodniczek z 9 krajów. Był to debiut tej konkurencji w programie olimpijskim. Pierwszą w historii mistrzynią olimpijską w tej kategorii wagowej została Chinka Chen Xiaomin, srebrny medal wywalczyła Rosjanka Walentina Popowa, a trzecie miejsce zajęła Joana Chadziioanu z Grecji.

## Wyniki
| Pozycja | Zawodnik          | Reprezentacja  | Waga  | Rwanie | Rwanie | Rwanie | Podrzut | Podrzut | Podrzut | Wynik |
| Pozycja | Zawodnik          | Reprezentacja  | Waga  | 1      | 2      | 3      | 1       | 2       | 3       | Wynik |
| ------- | ----------------- | -------------- | ----- | ------ | ------ | ------ | ------- | ------- | ------- | ----- |
| 1. !    | Chen Xiaomin      | Chiny          | 62,82 | 105,0  | 110,0  | 112,5  | 130,0   | 135,0   | —       | 242,5 |
| 2. !    | Walentina Popowa  | Rosja          | 62,08 | 102,5  | 102,5  | 107,5  | 127,5   | 135,0   | 135,0   | 235,0 |
| 3. !    | Joana Chadziioanu | Grecja         | 61,82 | 90,0   | 95,0   | 97,5   | 117,5   | 125,0   | —       | 222,5 |
| 4       | Saipin Detsaeng   | Tajlandia      | 62,38 | 97,5   | 102,5  | 105,0  | 120,0   | 125,0   | 127,5   | 222,5 |
| 5       | Kim Yong-ok       | Korea Północna | 59,06 | 85,0   | 90,0   | 92,5   | 115,0   | 120,0   | 120,0   | 205,0 |
| 6       | Amanda Phillips   | Australia      | 62,96 | 77,5   | 82,5   | 82,5   | 100,0   | 105,0   | 107,5   | 190,0 |
| 7       | Josefa Pérez      | Hiszpania      | 62,36 | 80,0   | 82,5   | 85,0   | 95,0    | 100,0   | 102,5   | 187,5 |
| 8       | Nora Köppel       | Argentyna      | 62,12 | 75,0   | 80,0   | 80,0   | 97,5    | 102,5   | 107,5   | 182,5 |
| 9       | Kesaia Tawai      | Fidżi          | 62,96 | 75,0   | 75,0   | 75,0   | 90,0    | 95,0    | 95,0    | 165,0 |